# AC Nagano Parceiro
AC Nagano Parceiro (AC長野パルセイロ), er en japansk professionel fodboldklub, baseret i Nagano, og de spiller i J3 League.

## Historiske slutplaceringer
| Sæson | Niveau | Liga      | Placering | Kilde  |
| ----- | ------ | --------- | --------- | ------ |
| 2014  | 3.     | J3 League | 2.        | [ 1 ]  |
| 2015  | 3.     | J3 League | 3.        | [ 2 ]  |
| 2016  | 3.     | J3 League | 3.        | [ 3 ]  |
| 2017  | 3.     | J3 League | 5.        | [ 4 ]  |
| 2018  | 3.     | J3 League | 10.       | [ 5 ]  |
| 2019  | 3.     | J3 League | 10.       | [ 6 ]  |
| 2020  | 3.     | J3 League | 3.        | [ 7 ]  |
| 2021  | 3.     | J3 League | 9.        | [ 8 ]  |
| 2022  | 3.     | J3 League | 8.        | [ 9 ]  |
| 2023  | 3.     | J3 League | 14.       | [ 10 ] |
| 2024  | 3.     | J3 League | 18.       | [ 11 ] |

## Nuværende trup
Pr 7. februar 2024.
| Nr. | Land     | Position | Spiller            |
| --- | -------- | -------- | ------------------ |
| 1   | Japan    | MM       | Ken Tajiri         |
| 3   | Japan    | FO       | Kohei Tomita       |
| 5   | Japan    | FO       | Hayato Ikegaya     |
| 6   | Japan    | MI       | Yasufumi Nishimura |
| 7   | Japan    | FO       | Yuya Ono           |
| 8   | Japan    | MI       | Takashi Kondo      |
| 9   | Japan    | MI       | Ryoji Fujimori     |
| 10  | Japan    | MI       | Reo Yamanaka       |
| 11  | Japan    | AN       | Kohei Shin         |
| 13  | Japan    | MI       | Hirata Konishi     |
| 14  | Japan    | MI       | Naoki Sanda        |
| 15  | Japan    | FO       | Yuki Kobayashi     |
| 16  | Japan    | MI       | Yuki Morikawa      |
| 17  | Japan    | MI       | Kyoji Kutsuna      |
| 18  | Japan    | AN       | Kensei Ukita       |
| 19  | Japan    | FO       | Hayate Sugii       |
| 20  | Japan    | FO       | Koki Ishii         |
| 21  | Sydkorea | MM       | Kim Min-ho         |

| Nr. | Land       | Position | Spiller                                       |
| --- | ---------- | -------- | --------------------------------------------- |
| 22  | Japan      | AN       | Rei Kihara (Lånt fra Urawa Red Diamonds)      |
| 23  | Japan      | FO       | Takaya Kuroishi (Lånt fra Mito HollyHock)     |
| 24  | Japan      | FO       | Yusuke Nishida (Lånt fra Yokohama F. Marinos) |
| 25  | Japan      | MI       | Kosuke Tanaka                                 |
| 26  | Sydkorea   | MI       | Park Soo-bin                                  |
| 27  | Japan      | FO       | Yuta Suzuki                                   |
| 28  | Japan      | MI       | Takumi Niwa                                   |
| 29  | Japan      | FO       | Shun Kudo                                     |
| 30  | Japan      | MM       | Sota Matsubara (Lånt fra JEF United Chiba)    |
| 31  | Indonesien | MM       | Ryu Nugraha                                   |
| 33  | Japan      | MI       | Kazuya Ando                                   |
| 35  | Sydkorea   | MI       | Lee Seung-won                                 |
| 36  | Japan      | MI       | Naoki Hashida                                 |
| 37  | Japan      | MI       | Kohei Takahashi                               |
| 40  | Japan      | MI       | Teppei Usui                                   |
| 46  | Japan      | MI       | Shuntaro Koga                                 |
| 47  | Japan      | MI       | Koken Kato                                    |
| 48  | Japan      | FO       | Kazuya Sunamori                               |